# 우뢰매 4탄 썬더V 출동
우뢰매 4탄 썬더V 출동은 서울동화프로덕션에 제작된 SF 영화이다. 1987년 12월 26일에 개봉되었다. 아찔한 모험과 흥미로운 합작을 두고 있다. 1,3탄까지 데일리 역으로 출연하였던 천은경이 이번 편을 마지막으로 출연하게 되었던 우뢰매시리즈이기도 하다.

## 스토리
우뢰매에 의해 지구로 호송된 남궁 박사는 싸이보오그로 환생한다. 남궁박사는 김박사의 서류도면과, 박사의 딸을 납치하여 소혹성 기지의 우주영왕 링구의 지구정복을 돕는다. 지구방위군단과, 썬더브이가 그들의 야욕에 맞서나, 그들에게 넘어간 우뢰매의 공격으로 점점 위태로운 상황으로 치닫는다. 그러나 형래의 에스퍼맨으로의 변신은 우뢰매를 되찾는데 크게 기여 링구를 당황시킨다. 블랙킹이라는 괴력의 로보트도 우뢰매 앞에서는 통쾌하게 쓰러지고 만다. 궁지에 몰려, 미나를 앞세워 도망치던 링구는 과거를 되찾은 남궁박사의 총에 맞아 죽게되고, 괴혹성은 대기권 밖에서 폭파하고 만다. 환호 속에서 우뢰매 일행은 지구로 귀환한다. 
*. 내용출처 : 네이버 영화

## 상영정보
- 상영정보 : 1987년 12월 26일
- 비디오 출시 : 1989년 5월 1일 (VHS, 백록비디오프로덕션)

## 등장인물

### 중심 인물
- 에스퍼맨(형래) : 심형래 (성우 : 김환진)

오 박사의 외아들. 이곳을 남궁 박사가 추정되는 것을 알고, 형래를 괴롭힌다. 링구 기지에서 남궁 박사를 만나다가 도중 이곳을 피한다.
- 데일리 : 천은경 (성우 : 故 정경애)

에스퍼맨을 도와 지구를 지키는 히로인이다. 그러나 결국 링구에게 공격을 당한다.

### 형래 주변 인물
- 김 박사 : 김수미

오 박사의 친구이자, 미나의 어머니이다. 썬더 V2를 만들어 방법을 세웠다. 일에 열정적이다 보니 미나와의 관계도 소홀하다. 결국 미나를 구출하기 위해 링구 기지를 향한다.
- 오 박사 : 김학래 (성우: 유해무)

김 박사의 동료. 김 여사의 동생. 첨단 생태학을 연구하고 있다. 김 박사와 통화내용에서 찾을 수 있다.
- 김 여사 : 정미영 (성우 : 강희선)

오 박사의 누나. 어머니의 왈가닥성격이 영향을 준듯하다.
- 엄보미 : 우윤아 (성우 : 홍영란)

차돌의 누나. 썬더V를 탈출하다가 결국 에스퍼맨을 도우게 된다.
- 엄차돌 : 유민 (성우 : 이선)

엄보미의 동생.

### 링구 주변 인물
- 링구 : 오현자 (성우 : 김성희)

링구 기지의 사는 우주사령관. 심지어 남궁박사도 사이보그를 개조해 새생명을 주며 자신의 애인이며 부하를 쓰게 되지만, 결국 남궁박사의 의해 죽음을 당한다.
- 링구의 병사들

링구의 병사이자, 그들의 몸은 사이보그이다. 비행선의 조종이나 기타 전투를 담당하며, 에스퍼맨의 의해 죽음을 당한다.
- 싸이먼

링구의 부관. 링구의 최측근으로 사이보그들을 담당하는 최고지휘관이다. 링구의 명을 받아 미나를 끌고 다가 결국 남궁 박사에 의해 사망한다.

### 그 외 인물
- 덤벙이 : 백재형

보미의 친구. 성격이 덜하고 쾌활한 소유자를 갖고 있다.
- 미나 : 정현옥

김 박사의 딸. 썬더V 개발에 몰도중인 엄마에게 실망하기도 하다. 엄마의 연구실로 찾아 가다 결국 남궁박사에게 잡히고 만다. 하지만 결국 남궁박사에 의해 탈출한다.
- 지구방위군

지구방위군단의 병사들이다. 군단장 각하에 명령에 따라 지구를 방위하는 임무를 맡는다.

### 특별출연
- 남궁 박사 : 남궁원 (성우 : 故 장정진)

물리 공학 박사. 10년 전 목성으로 탐사를 가던 중 우주선사고로 사망했다. 우뢰매의 탐사로 귀환하지만, 이미 그는 10년 전 링구의 의해 구조되어 사이보그를 되살아난 인물이다. 김 박사와 절친한 사이면서, 사이보그로 개조되어, 손끝에서 빔을 발사한다.
- 사령관(지구방위군단장) : 박암 (성우 : 탁원제)

지구방위군단을 이끄는 군단장이다. 링구의 혹성침투때 김박사와 의견을 무시해 스타일을 구기지만, 위기에 처한 우뢰매를 대신해 링구의 비행선을 처치한다.

## 제작진
- 총감독·제작: 김청기
- 기획: 김춘범
- 각본: 채동근
- 촬영감독: 정운교
- 촬영부: 이석현, 임종호, 음성문
- 조명: 김강일
- 조명부: 김일준, 김영규, 고영광
- 음악: 김민식
- 미술: 채일병
- 분장: 장인한
- 스틸: 양기주
- 음향: 강대성
- 녹음: 김병수
- 녹음효과: 김경일
- 특수효과: 왕룡
- 편집: 박순덕
- 현상·녹음: 영화진흥공사
- 의상: 짚신의상실
- 애니메이션촬영: 이성우
- 배경: 강세준
- 원화: 김경관
- 미술효과: 배상준
- 특수애니메이션: 윤충국
- 선화: 장혜란
- 채화: 이영선, 양미선, 박춘옥
- 제작부장: 양동욱, 양근복
- 제작진행: 최동수, 장철수, 김석
- 조감독: 박혜원
- 기록: 박남현
- 감독: 조명화

## 협찬
- 소년중앙, 빙그레, 뽀빠이과학, 호남체육관

## 메카닉

### 우뢰매
새 형태
- 무장 1 : 날개에서 광선이 나간다.
- 무장 2 : 입에서 광선이 나간다.
- 무장 3 : 메뉴플레이터 탑재. 작은 물건등을 들어올리는데 활용된다.

로봇 형태
- 무장 1 : 4탄에선 격투로봇으로 나온다.
- 무장 2 : 썬더V의 레이저검을 이용하여 블랙킹의 심장을 공격하는 장면

### 썬더 V
- 무장 1 : 방패가 있고, 방패에서 광선이 나온다.
- 무장 2 : 미사일이 나간다. 어디서 나가는 지는 불명.
- 무장 3 : 레이저 검
- 무장 4 : 머리가 들어가고 뒤에서 레이저포가 나온다.
- 무장 5 : 레이저 검을 던진다.

썬더 V 탑승 설명
- 1 : 조종기에 탄다.
- 2 : 메인 1번키를 누른다.
- 3 : 자동컴퓨터 유도장치 레버를 당긴다.
- 4 : 부상하여 등에 토킹.
- 5 : 썬더 V2의 조종석으로 들어가 입력 버튼을 누르면 끝!

### 지구방위사령부
지구를 지키는 곳이며, 외계인의 침략을 공격하는 것이었다.
지구방위선단
- 무장 : 함포들이 있다.

### 링구기지
- 무장 : 전류파를 발생시켜 보호망을 치는 한편 공격도 가능하다.

링구의 공격기
- 무장 : 광선이 나간다.

### 블랙 킹
블랙킹은 몸은 단순한 쇠가 아니라 두부처럼 연한 세포합성강철로 되어 있어 일반적인 외부의 공격에는 데미지를 입지 않는다. 그러나 약점은 있는 법! 에너지원인은 심장부가 약점이며, 그것을 우뢰매가 썬더 V2의 레이저 검으로 찔러 이긴다.
- 무장 1 : 눈에서 광선이 나간다.
- 무장 2 : 양팔이 늘어나서 공격한다. 오른팔을 데일리는 '헤머펀치'라고 불렀다.
- 무장 3 : 헤머펀치에서 광선이 나간다.
- 무장 4 : 머리의 뿔에서 광선이 나간다.

## 도구

### 에스퍼건
김 박사가 만든 썬더 V2의 에너지를 응축시켜서 만든 슈퍼건이다. 어떤 외계인이든 무조건 공격한다.

## 같이 보기
- 우뢰매 시리즈